# 양천구의회
양천구의회는 서울특별시 양천구 지역을 관할하는 기초의회이다.